# Baryglossa mimella
Baryglossa mimella är en tvåvingeart som beskrevs av Munro 1957. Baryglossa mimella ingår i släktet Baryglossa och familjen borrflugor. Inga underarter finns listade.